# 蜜蜂嶺 (佛羅里達州)
蜜蜂嶺（英語：Bee Ridge）是位於美國佛羅里達州薩拉索塔縣的一個人口普查指定地區。面積10.10平方公里，2010年的普查人口9598人。

## 地理
蜜蜂嶺的座標為27°17′20″N 82°28′15″W / 27.28889°N 82.47083°W，而該地最高點為海拔高度11米（即36英尺）。

## 人口
根據2010年美國人口普查的數據，蜜蜂嶺的面積為10.10平方千米，當中陸地面積為9.70平方千米，而水域面積為0.40平方千米。當地共有人口9598人，而人口密度為每平方千米950人。